# If You See Bill
If You See Bill je píseň nahraná roku 1961 americkou zpěvačkou Tammi Terrell.
Píseň byla vydaná jako singl na straně "A" s písní It's Mine' na straně "B" u společnosti Scepter Records. Autorem hudby i textu byl Luther Dixon.
Roku 1963 nazpívala tuto píseň americká soulová zpěvačka Dionne Warwick na jejím prvním albu Presenting Dionne Warwick u společnosti Scepter Records. Byla umístěna jako šestá skladba alba na straně "A".